# Petrof
Petrof je češki proizvodjač klavira. Kompaniju je osnovao Antonin Petrof 1864. godine u Hradec Kralovi. Kompanija klavira Petrof pravi klavire pod imenom Petrof, Scholze, Wienbach i Rösler.

## Važnije godine
- 1839 - Godina rodjenja Antonina Petrofa
- 1857 - Osnivač kompanije Antonin Petrof odlazi u Beč da bi naučio kako se prave klaviri.
- 1864 - Sklapanje prvog koncertnog klavira.
- 1865 - Antonín Petrof transformiše očevu zanatsku radnju u klavrsku. Prvi koncertni klavir je napravljen.
- 1880 - Ogranak u Temišvaru je otvoren.
- 1883 - Proizvodnja pianina je počela.
- 1894 - Početak izvoza instrumenata.
- 1915 - Antonín Petrof i njegova žena Marie umiru. Kroz godine rata, kompanija je predvođena najmladjim sinom Vladimirom.
- 1924 - Otpočela proizvodnja elektro-pneumatskih klavira i kasnije radio-akustičnih klavira. Izvoz u Japan, Kinu, Australiju i Južnu Ameriku.
- 1934 - GRAND PRIX – Petrof instrumenti osvajaju zlatnu medalju na svetskom takmicenju u Briselu. U ovo vreme, 400 ljudi radi u fabrici.
- 1948 - Nacionalizacija fabrike. Sva imovina i pravu su oduzeti.
- 1991 - Jan Petrof (cetvrta generacija) preuzima fabriku posle 43 godine totalističkog režima - početak privatizacije.
- 1999 - 135 godina od osnivanja kompanije.
- 2001 - fabrika je ponovo u rukama porodice Petrof, sada 5. generacija.
- 2007 - Petrof instrumenti dobijaju pečat „EUROPEAN EXCELLENCE“ (skraćeno EEX). Ovo naglašava evropsko poreklo i garantuje dug radni vek, vrhunsku uslugu i veliki kvalitet proizvoda.